# 布朗 (德龙省)
布朗（法語：Bren）是法国德龙省的一个市镇，属于瓦朗斯区（Valence）耶尔巴斯河畔圣多纳县（Saint-Donat-sur-l'Herbasse）。该市镇总面积11.03平方公里，2009年时的人口为536人。

## 人口
布朗人口变化图示